# Begonia aiensis
Espèce
Begonia aiensis est une espèce de plantes de la famille des Begoniaceae. Ce bégonia à port de bambou, originaire de Sarawak, sur l'île de Borneo, en Asie tropicale, a été décrit en 2017.

## Répartition géographique
Cette espèce est originaire du pays suivant : Malaisie, état du Sarawak situé en Malaisie orientale. Endémique de Batang Ai.

## Classification
Begonia aiensis fait partie de la section Petermannia du genre Begonia, famille des Begoniaceae.
L'espèce a été décrite en 2017 par les botanistes Che Wei Lin et Ching I Peng. L'épithète spécifique aiensis signifie « de Batang Ai », et fait référence au lieu de découverte de l'espèce.
Publication originale : (en) Lin et al.: Eleven new species of Begonia from Sarawak, Taiwania Vol. 62, No. 3, September 2017. DOI: 10.6165/tai.2017.62.219.